# Creptotrema funduli
Creptotrema funduli är en plattmaskart. Creptotrema funduli ingår i släktet Creptotrema och familjen Allocreadiidae. Inga underarter finns listade i Catalogue of Life.